# Максимовичівка
Правопис Максимовича або «максимо́вичівка» — система українського правопису на етимологічних принципах, запропонована 1827 року першим ректором Київського університету М. О. Максимовичем.
Михайло Максимович опрацював і теоретично обґрунтовав історико-етимологічний правопис у передмові до збірки «Малоросійські пісні» (1827, розділ «Зауваження до правопису й вимови слів») та в листі до Г. Квітки-Основ'яненка «Про правопис малоросійської мови» (1841). В основі максимовичівки — історико-етимологічна орфографія І. Котляревського з істотними додатками, спрямованими на те, щоб при збереженні існуючої форми слова створити певну можливість передавати на письмі діалектні особливості української мови.
У Східній Україні практично не застосовувалась. Була сприйнята в Галичині на «Соборі руських учених» у жовтні 1848. На Закарпатті створена на основі максимовичівки система Панькевича вживалась з 1920-х до 1940-х років.
Головний принцип цієї системи — збереження традиційного написання, але з позначенням умовними знаками зміненої вимови. Фактично це зводилось до таких правил:
- зберігається буква «ѣ» (ять) (з читанням її як [i] або [ji]): цѣлый, сѣверъ, въ битвѣ, ѣхати;
- над іншими голосними, вимова яких також зазнала ікавізму (змінилась на [i]), ставляться дашки: мо̂й, жало̂бно, мате̂рью, за-му̂жъ;
  - при цьому початкове ô означає не лише [i] на місці етимологічного [o], але й протетичний звук [w], що утворився перед ним: о̂тъ (у сучасній орфографії від), о̂нъ (у сучасній орфографії він) тощо;
  - и̂ використовувалася для позначення [i] після [ts], що в староукраїнській і давньоруській графіці передавалася як и: женци̂, очи̂ (у сучасній орфографії женці, очі);
- зберігається літера «ы» : сынъ, але сила; це було особливо корисно для деяких західних діалектів, де існує різниця у вимові [ɨ] та [ɪ], хоча в більшості випадків літери і, и та ы мали однакове читання (відповідали сучасному українському «и»), використання тієї чи іншої літери визначалось етимологічно;
- використовується буква «ё»: ёму, полёвыхъ, послѣднёго;
- застосування літер «і», «ѳ», «ъ» регулювалось правилами, ідентичними тим, що діяли в російській мові XIX ст.;

Існувало декілька варіантів етимологічного правопису на основі системи Максимовича, що мали розбіжності в частині правил:
- звучання літер «е» та «и» після приголосних та на початку складу відрізняється (у початковій позиції вони, як правило, відповідали сучасним «є» та «і», тоді як після приголосних — здебільшого сучасним українським «е» та «и»): изъ, есть, але сила, отже;
- у текстах, написаних максимовичівкою, використовувалась літера «э» для позначення звука [е] на початку слова чи після голосної (хоча дуже часто замість неї писали «е», що може свідчити про неврегульованість правил її використання);
- в одному з початкових варіантів для розрізнення цих двох звуків пропонувалось використовувати літеру є, причому, функціонально вона відповідала сучасній українській е (відповідно, е читалась як сучасне є), але такий варіант правопису не набув розповсюдження;
- у деяких варіантах етимологічного правопису на основі максимовичівки використовується літера «ґ»;
- написання слів могло відрізнятись від їх звучання, що не позначалось додатково на письмі(зокрема, дієслова в формі чоловічого роду однини минулого часу зберігали на письмі давнє закінчення -лъ: ходилъ, читалъ; закінчення прикметників твердої групи в називному відмінку множини: прекрасны, добрыи (сучасне прекрасні, добрії) тощо).

Вибір правильного знака для [i] (серед ô, ê, ѣ) визначався переважно за наявністю / відсутністю чергування з [о], [е] у відкритому складі. З запропонованих М. Максимовичем нових літер а̂, е̂, и̂, і̂, о̂, у̂, на практиці вживались здебільшого лише е̂, о̂ та и̂.
Порівняно з фонетичними правописами, перевагою максимовичівки була можливість розрізняти на письмі слова з близьким звучанням, але різним значенням, що можна побачити на прикладі (ліворуч — фонетичний запис (ярижка), праворуч — за системою Максимовича):
| Ярижка   | Максимовичівка |
| -------- | -------------- |
| Крій     | Кра̂й (вскрай)  |
| Нисъ     | Не̂съ           |
| Нисъ     | Нôсъ           |
| Бривъ    | Бре̂въ (брелъ)  |
| Бривъ    | Бро̂въ (бровей) |
| Визъ     | Ве̂зъ           |
| Визъ     | Во̂зъ           |
| Нижъ     | Но̂жъ           |
| Нижка    | Но̂жка          |
| Нижный   | Нѣжный         |
| Миж      | Ме̂жъ           |
| За-мижъ  | За-му̂жъ        |
| Бигъ     | Бо̂гъ           |
| Бигъ     | Бѣгъ           |
| Бездилье | Бездо̂лье       |
| Бездилье | Бездѣлье       |
| Окрипъ   | Окро̂пъ         |
| Окрипъ   | Окрѣпъ         |

Однак, як зазначає сам автор цього правопису, «кажучи правду, так мій спосіб писання важчий не читаючому, а пишучому, і особливо мені першому, що взяв на себе труд відшукувати корінні звуки, які покриваються звуком і, що інколи незовсім легко.»

## Приклад тексту
| Фонетика каже: Якимъ бачишь человѣка, за такого его держи; этимологія же каже: Держи человѣка за того, якъ его бачишь, но и провѣдуй, кто о̂нъ зъ роду… Або иншими словами: правиломъ фонетики есть: пиши, якъ говоришь; а закономъ етимологіи есть: пиши, якъ говоришь, но вразъ же увзглядняй и коре̂нь слова, щобы всякій зналъ, зъ чого каждое слово походитъ и що оно означае. |
| А въ недѣлоньку рано пораненьку Збирае женьци̂ коваленко, Зби̂рае женьци̂, а все прибо̂рныи, Дѣвки, парубки, а все молодыи. Да пове̂лъ же ихъ на долину, На пшениченьку на озиму: — Ой жнѣте, женци̂, розжинайтесь, А назадъ себе не оглядайтесь. — Ажъ зъ-за горы орда иде, За собою коваля веде. Ёму руки позавязованыи, ; Ёму очи̂ позаглажованыи. Ото-жъ будешъ, ковалю, знати Якъ недѣлоньку шановати. — Ой дай, Боже, такую годину, Счобъ забачити свѣтъ хочъ на часину: То буду ўже знати, Як недѣлоньку шановати! — |